# Henri II de Misnie
Henri II de Misnie (né en 1103 – mort en 1123) second margrave de la maison de Wettin il est margrave de Misnie et margrave de Lusace (latin: Lusizensis marchio) de sa naissance à 1113 puis de 1117 à sa mort à l'âge de vingt ans.  

## Biographie
Henri II est le fils posthume du margrave Henri Ier et de Gertrude de Brunswick, fille d'Egbert Ier de Misnie. Il est par héritage également comte de Eilenburg. Il règne sous la régence de son grand oncle Thimo Ier de Wettin. Entre 1113 et 1117 il doit provisoirement céder son titre de margrave de Lusace à Hermann Ier de Winzenbourg. Il meurt jeune en 1123, sans descendance de son épouse Adelaïde fille de Lothaire-Odon III, margrave de Nordmark. Sa succession ouvre une période de lutte pour le contrôle des marches de Misnie et de Lusace

## Source
- (en) Cet article est partiellement ou en totalité issu de l’article de Wikipédia en anglais intitulé « Henry II, Margrave of Meissen » (voir la liste des auteurs), édition du  25 avril 2014.